# Stazione di Basilea (SNCF)
La stazione di Basilea SNCF (in francese Gare de Bâle SNCF, in tedesco Bahnhof Basel SNCF) è una la stazione terminale dei treni francesi, è situata a pochi metri da quella FFS, a servizio dell'omonima città svizzera. È gestita dalle Ferrovie Federali Svizzere.

## Strutture e impianti
La stazione SNCF di Basilea è situata sul lato ovest, adiacente alla stazione CFF di Basilea, destinato all'arrivo e alla partenza dei treni gestiti dalla SNCF e in transito alla frontiera di Saint-Louis. Le parti svizzera e francese dell'edificio passeggeri della stazione di Basilea sono collegate da un unico corridoio di collegamento, dove venivano effettuati i controlli alle frontiere, divenuti inattivi da quando la Svizzera è entrata nell'area Schengen. 
Nella parte francese, uno sportello è presidiato da agenti della SNCF. L'arredamento è lo stesso di una normale stazione francese, con gli stessi distributori automatici della SNCF, gli stessi schermi degli orari dei treni; un cartello informa che i pagamenti con carta bancaria effettuati all'interno della stazione SNCF di Basilea sono considerati dalle banche come effettuati in Francia e sono quindi esenti da commissioni internazionali aggiuntive per i titolari di carte di pagamento francesi. 
La stazione SNCF di Basilea è anche il punto finale di validità degli abbonamenti nazionali e delle riduzioni tariffarie SNCF, un viaggio oltre quello che rientra nel traffico internazionale.
La stazione SNCF di Basilea , composta da quattro binari (numerati 30, 31, 33 e 35), è il capolinea storico della linea Strasburgo-Basilea; i binari (31, 33 e 35, non sono presenti i binari 32 e 34) sono di testa e dedicati esclusivamente al traffico proveniente o diretto verso la Francia via Saint-Louis: si tratta dei TER Grand Est da o per Strasburgo e Mulhouse, mentre il binario 30 è collegato alla stazione di Basilea SBB.
La stazione SNCF di Basilea , così come il breve tratto ferroviario fino al confine francese, sono elettrificati a 25 kV – 50 Hz a corrente alternata, elettrificazione utilizzata nel nord e nell'est della Francia, mentre la stazione di Basilea è elettrificata a 15 kV – 16⅔ Hz a corrente alternata, come tutta la rete ferroviaria svizzera. 
Le stazioni di Basilea SNCF e di Basilea SBB possono essere transitate solo con treni non multitensione. Tuttavia i binari 4, occupato, senza banchina per Basilea SNCF, e 30, servito da una banchina per Basilea SNCF, possono essere commutati con queste due tensioni.

## Collegamenti
- S

Frick/Laufenburg – Stein-Säckingen – Rheinfelden – Pratteln – Basel SBB – Basel Mitte – Saint-Louis – EuroAirport
- S

Liestal – Pratteln – Basel SBB – Basel Mitte – Saint-Louis – EuroAirport – Mulhouse-Ville
- S

EuroAirport – Saint-Louis – Basel SBB – Basel Bad Bf – Weil am Rhein – Müllheim – Friburgo
- S

EuroAirport – Saint-Louis – Basel SBB – Dornach-Arlesheim – Aesch